# Burgstall Altenburg (Bad Cannstatt)
Die Burg Altenburg ist eine abgegangene mittelalterliche Befestigungsanlage im baden-württembergischen Stuttgart-Bad Cannstatt. Die Burganlage gilt als einer der geschichtsträchtigsten Plätze im am mittleren Neckar.

## Lage
Die Burg befand sich am linken Ufer des Neckars an der Stelle des heutigen Mehrfamilienhauses Altenburger Steige 22. An die Burg erinnern noch die Namen Auf der Altenburg und Altenburgschule.

## Geschichte
Die Burg Altenburg war eine der ältesten Burgen im Stadtgebiet und gilt als Keimzelle Stuttgarts. Die Befestigung entstand wohl in der Zeit der Merowinger unter Einbeziehung damals noch vorhandener römischer Gebäude in unmittelbarer Nähe des Kastells Cannstatt. Archäologische Untersuchungen im Jahr 2016 konnten dies bestätigten. Neben mittelalterlichem und römischem Mauerwerk kamen auch einige Gräber fränkischer Krieger mit Grabbeigaben (Schwertern) zum Vorschein. Möglicherweise war die Altenburg Schauplatz des Blutgerichts von Cannstatt, bei dem der fränkische Machthaber Karlmann im Jahr 746 viele aufständische Alemannen hinrichten ließ. 
Im Hochmittelalter wurde die Anlage umgebaut und von dem Adelsgeschlecht der Fleiner (oder Flyner) von Altenburg bewohnt. Nach Otto von Alberti waren die von Altenburg mit den Herren von Brie und derer von Berg verwandt. Dafür spricht sowohl die räumliche Nähe der drei Burgen als auch ähnliche Wappen. Einzelne Angehörige der Familie sind bekannt. Im Hirsauer Codex wird ein Hermann von Altenburg (Hermannus de Altpurg) erwähnt. In einer Urkunde des Grafen Ulrich von Württemberg kommen ein Reinhard Fleiner (Reinhardus Flinarius) und sein Bruder Conrad vor. Ein Berthold von Altenburg erscheint in einer Urkunde aus dem Jahr 1280. Das Esslinger Spital erwarb im selben Jahr Weinberge neben den Grundstücken der Ritter Reinhard und Conrad von Altenburg (Reinhardi et Conradi militum de Altenburk).
Die Altenburg wurde im Jahre 1287 wie fast alle Burgen im Raum Stuttgart durch Truppen des deutschen Königs Rudolf I. von Habsburg zerstört, der sich eine längere Auseinandersetzung mit Graf Eberhard dem Erlauchten lieferte. Hintergrund des Krieges waren Streitigkeiten über Gebiete der ausgestorbenen Staufer, welche sich die Württemberger angeeignet hatten.
Die Fleiner von Altenburg nannten sich nach der Zerstörung ihres Stammsitzes „von Hohenscheid“. Von 1302 bis 1307 verkauften die Brüder Reinhard, Albert und Markward (von Hohenscheid, genannt Fleiner von Altenburg) Güter in Brie an das Kloster Bebenhausen.
Nach Jacob Frischlin waren im 16. Jahrhundert noch Überreste der Altenburg zu sehen.

Das Grundstück ging später an die Evangelische Landeskirche, die an der Stelle ein Gemeindehaus errichtete. Allerdings blieb der Burgstall unbebaut. Die Kirche veräußerte das Gemeindehaus an einen Investor, der ab 2016 auf dem Grundstück Mehrfamilienhäuser baute. Forderungen aus der Bürgerschaft nach einem Erhalt des Burgstalls und einer Umwandlung in einen öffentlichen Park blieben unberücksichtigt.

Bilder
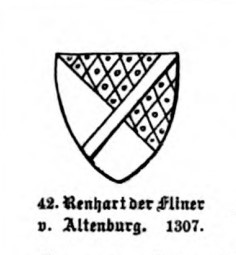
Wappen von Reinhart Fleiner von Altenburg
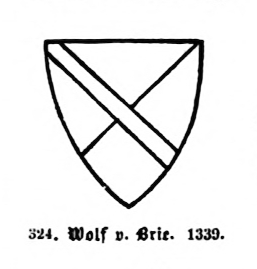
Wappen des Wolf von Brie. Für eine Verwandtschaft spricht sowohl die räumliche Nähe als auch ein ähnliches Wappen
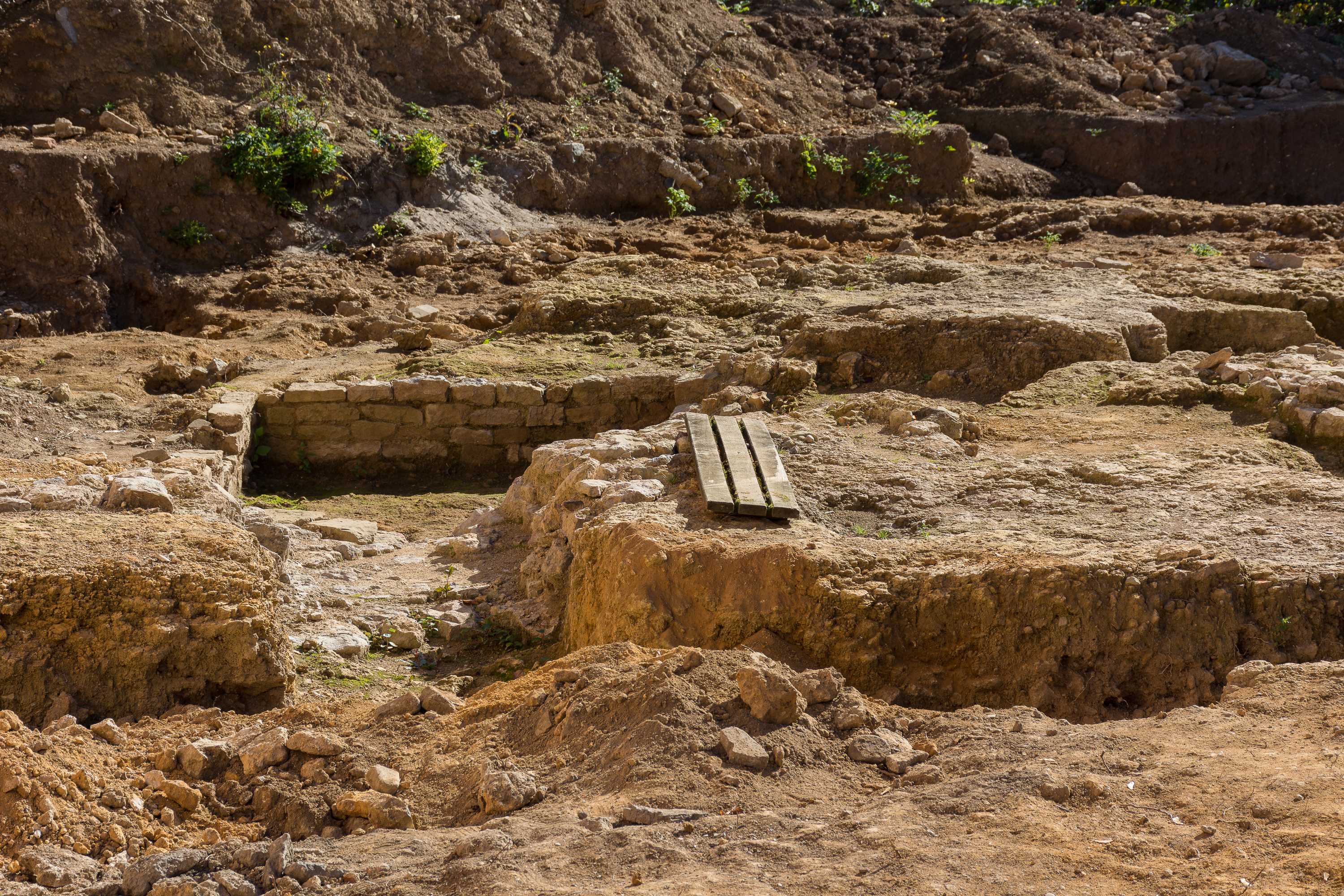
Archäologische Untersuchung des Burgstalls 2016
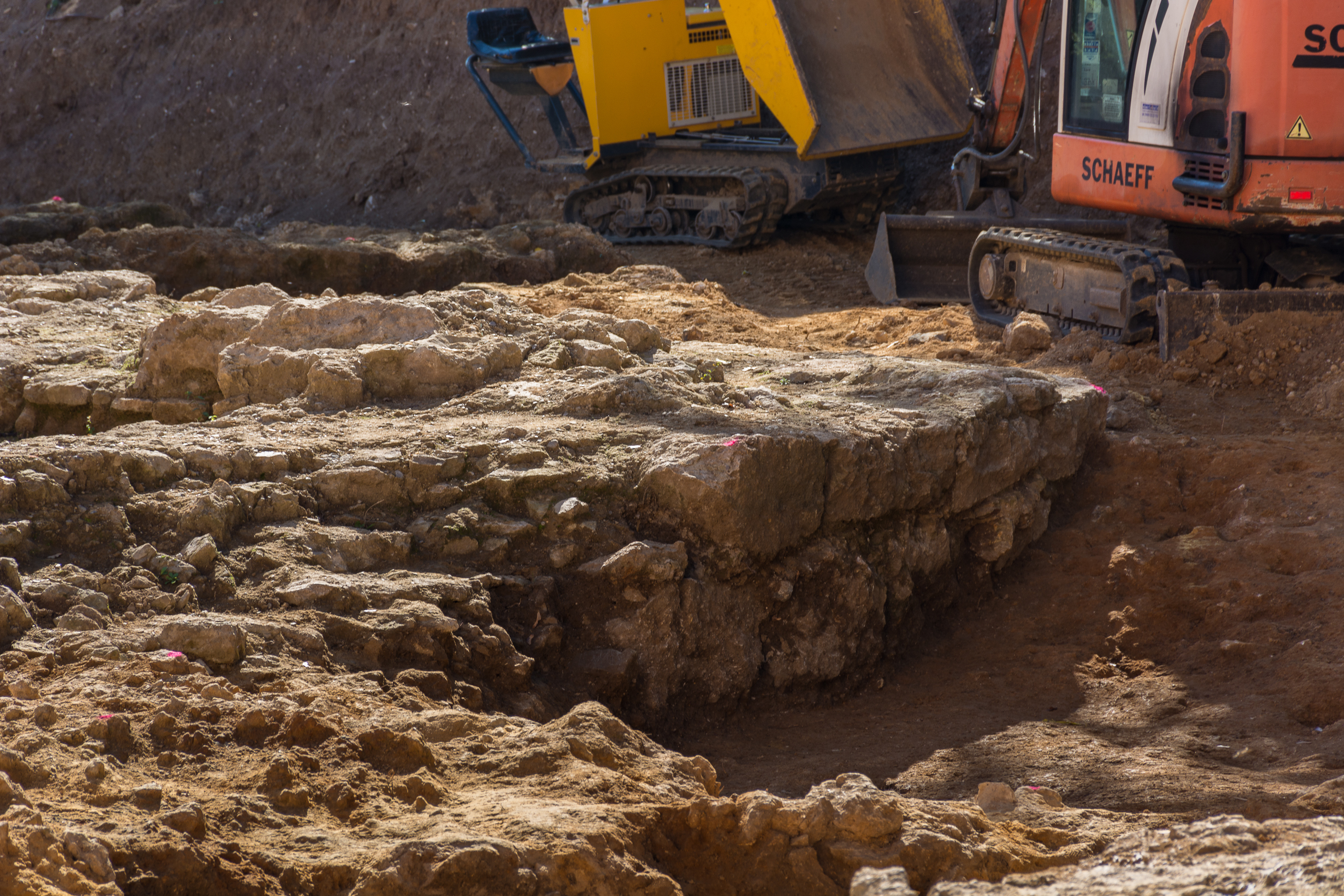
Mauerreste